# Rubcsics Richárd
Rubcsics Richárd (Budapest, 1973. június 19.) magyar gitáros, 1998 óta az Ossian együttes tagja.

## Pályafutása
12 éves korában biciklijét cserélte el első gitárjaira. Autodidakta módon kezdett gitározni, majd Bussy Gábor zenésztől tanulta a stílusokat. 13 évesen volt az első fellépése, s mindössze 16 éves volt, mikor bekerült a Neckrofightba. Ezután a Seneca, majd a Wellington tagja lett.
1998. június 14-én Paksi Endre egy Ossian-dalokból összeállított koncertet adott a budapesti E-klub-ban, de mivel a régi tagok nem vállalták a fellépést, a Wellington felállással állt színpadra. Rubcsics az Ossian 1998-as újjászületése óta állandó tag.

## Felszerelése
Gitárok:
- Ernie Ball Music Man JP6 Blue Pearl
- Ernie Ball Music Man JP6 Egyptian Smoke
- Ernie Ball Music Man JP6 Stealth White
- Ernie Ball Music Man JP6 Pearl Red Burst
- Ernie Ball Music Man JPX Barolo
- Ernie Ball Music Man JP Majesty Siberian Sapphire
- Ernie Ball Music Man JP Majesty Monarchy – Majestic Purple
- Line 6 Variax Acoustic
- Ibanez RG
- LTD SCT-607 Baritone

Basszusgitárok:
- Fender Marcus Miller Jazz Bass
- Sire Marcus Miller M7

Korábbi gitárok:
- ESP Horizon Fr
- ESP Horizon Fr II
- Fender Stratocaster
- Kramer Striker 300HST
- Kramer Sustainer

Erősítők:
- Line 6 HD100 Spider Valve MKII fej
- Line 6 412 (V30) Slant láda
- Line 6 POD HD500X

Húrok:
- Elixir (11-49)

## Diszkográfia
Seneca
- Brutal (1995)

Ossian
- Koncert (koncertalbum, 1998)
- Az utolsó lázadó (EP, 1999)
- Fémzene (1999)
- Gyújtópontban (2000)
- Titkos ünnep (2001)
- Árnyékból a fénybe (2002)
- Hangerőmű (2003)
- Tűzkeresztség (2004)
- A szabadság fantomja (2005)
- Létünk a bizonyíték (koncertalbum, 2006)
- A lélek hangja (válogatás, 2006)
- Örök tűz (2007)
- Küldetés (2008)
- Best of 1998-2008 (válogatás, 2009)
- Egyszer az életben (2009)
- Az lesz a győztes (2011)
- 25 éves jubileumi koncert (koncertalbum, 2011)
- A tűz jegyében (2013)
- Lélekerő (2015)
- Fényárban és félhomályban (2016)
- 30 év legszebb balladái (válogatáslemez, 2016)
- Az igazi szabadság (2017)
- A reményhozó (2019)
- Csak a jót (2020)
- A teljesség (2021)
- Most mi jövünk! (2021)
- Angyalok és emberek (2024)